# خثار الوريد الوداجي
خُثار الوريد الوداجي أو تجلط الوريد الوداجي هو حالة تتكون فيها جلطة دموية داخل الوريد الوداجي الداخلي. يعاني العديد من الأشخاص من أعراض قليلة أو معدومة، بينما يصاب آخرون بتورم وألم واحمرار في الرقبة. كما يمكن أن يشعروا بمنطقة صلبة على طول الوريد. إذا حدثت عدوى، فقد تشمل الأعراض الأخرى الحمى والصداع. ومن المضاعفات المحتملة حدوث انسداد رئوي.
أكثر الأسباب شيوعاً لتجلط الوريد الوداجي هي السرطان واستخدام القسطرة الوريدية المركزية. تشمل عوامل الخطر الأخرى عامل لايدن الخامس، وإصابة الرقبة، ومتلازمة فرط تحفيز المبيض (OHSS)، وتناول العقاقير عن طريق الوريد. وتُعرف الحالات التي تحدث نتيجة العدوى باسم متلازمة لوميير. يمكن الاشتباه في التشخيص بناءً على تحليل د-ديمر ويتم تأكيده عن طريق الموجات فوق الصوتية أو التصوير المقطعي المحوسب.
يتم علاج للأشخاص الذين لديهم خطر محتمل للنزيف بشكل عام باستخدام مضادات التجلط لمدة تتراوح بين 4 إلى 12 أسبوعًا. قد تشمل الأدوية المستخدمة الهيبارين والوارفارين أو مثبط العامل العاشر. إذا كان ذلك ممكنًا، فيجب إزالة القسطرة الوريدية المركزية. قد لا يكون العلاج المحدد خيارًا في حالة الأشخاص الذين لا تظهر عليهم أعراض. نادرًا ما ينصح بالعلاج بالتحلل الخثاري أو الجراحة.
أصيب 7.5% من الأشخاص الذين لديهم قسطرة وريدية مركزية وسرطان بتجلط الوريد الوداجي. ويبلغ خطر الوفاة لدى المصابين حوالي 44% وهو أعلى لدى الذين يعانون من بمشاكل صحية أخرى. شٌخصت حالات الإصابة بجلطات الوريد الوداجي لأول مرة في عام 1936.